# Jordi Alba
Jordi Alba Ramos (sinh ngày 21 tháng 3 năm 1989) là một cầu thủ bóng đá chuyên nghiệp người Tây Ban Nha hiện đang thi đấu ở vị trí hậu vệ trái cho câu lạc bộ Major League Soccer Inter Miami. Nổi tiếng nhờ lối chơi giàu sức tấn công, tốc độ, cùng với khả năng phòng ngự siêu hạng, anh được đánh giá là một trong những hậu vệ cánh xuất sắc nhất thế giới trong thế hệ của mình.
Alba bắt đầu sự nghiệp của mình tại Barcelona, nhưng đã bị đào thải sau khi bị cho là quá nhỏ. Sau khi gia nhập Cornellà, anh chuyển đến Valencia. Năm 2012, anh trở lại Barcelona, nơi anh đã giành được mười sáu danh hiệu lớn, bao gồm năm danh hiệu La Liga, năm Copa del Rey và một UEFA Champions League.
Sau 23 lần khoác áo đội tuyển và ghi một bàn ở cấp độ trẻ, Alba có trận ra mắt đội tuyển Tây Ban Nha vào năm 2011. Anh là thành viên không thể thiếu của đội hình vô địch UEFA Euro 2012, và cũng là một phần của đội tuyển tại FIFA World Cup vào các năm 2014, 2018, và 2022, và UEFA Euro vào các năm 2016 và 2020.

## Sự nghiệp

### Những năm đầu
Alba sinh ra ở L'Hospitalet de Llobregat, Barcelona, Catalonia. Anh ấy bắt đầu sự nghiệp của mình ở đội trẻ của Barcelona với tư cách cầu thủ chạy cánh trái, nhưng đã bị câu lạc bộ cho ra đi vào năm 2005 vì quá nhỏ con. Sau đó, anh ấy gia nhập câu lạc bộ lân cận Cornellà và sau gần hai năm, anh rời đi với giá chuyển nhượng 6.000 euro đến Valencia nơi anh đã hoàn thành chương trình học bóng đá của mình.
Sau khi giúp đội dự bị thăng hạng từ Tercera División trong mùa giải 2007–08, Alba thi đấu cho dưới dạng cho mượn tại câu lạc bộ Segunda División Gimnàstic Tarragona ở mùa giải tiếp theo, where he made 22 starts.

### Valencia

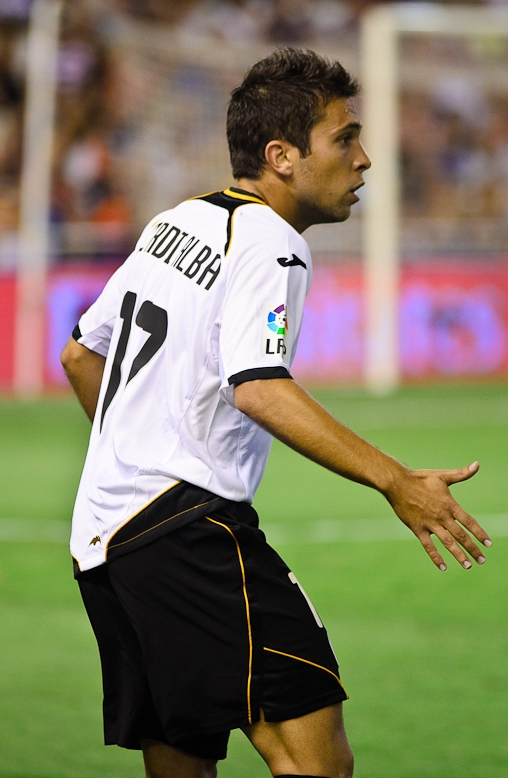
Alba thi đấu cho Valencia năm 2011

Sau khi trở về Los Che, Alba ra mắt La Liga vào ngày 13 tháng 9 năm 2009, trong chiến thắng 4–2 trước Real Valladolid. Sau đó, anh đá chính trong hai trận liên tiếp tại vòng bảng UEFA Europa League , trước Lille và Slavia Prague (cả hai đều hòa 1–1, lần lượt trên sân khách và sân nhà). Do hàng thủ của Valencia liên tục dính chấn thương, anh đã chơi phần lớn 2009–10 ở vị trí hậu vệ trái, có những màn trình diễn tốt về tổng thể. Ở vị trí đó, vào ngày 11 tháng 4 năm 2010, anh ghi bàn thắng đầu tiên cho câu lạc bộ, trong trận thua 2–3 trên sân khách trước Mallorca.
Trong mùa giải 2010–11, vẫn với Unai Emery trên ghế huấn luyện, Alba hầu như luôn được sử dụng ở vị trí hậu vệ, chiến đấu cho vị trí đá chính với Jérémy Mathieu. Anh đã có 27 lần ra sân ở giải đấu khi đội một lần nữa đứng thứ ba, sau đó đủ điều kiện tham dự UEFA Champions League 2011–12.
Trong chiến dịch tiếp theo, Emery bắt đầu sử dụng cả hai cầu thủ bên cánh trái của Valencia, một chiến thuật mà ông đã thử nghiệm ở mùa giải trước. Đây là một chiến thuật hiệu quả khi Alba và Mathieu thường xuyên hoán đổi vị trí và hỗ trợ cho nhau trong cả khu vực tấn công và phòng ngự; cuối cùng, cầu thủ đã ghi nhận huấn luyện viên trưởng là "người quan trọng" trong quá trình chuyển đổi thành công của anh sang vai trò phòng ngự hơn.

### Barcelona
Vào ngày 28 tháng 6 năm 2012, Alba đã ký hợp đồng 5 năm với Barcelona với mức phí chuyển nhượng 14 triệu euro. Anh ra mắt chính thức vào ngày 19 tháng 8, chơi trọn vẹn 90 phút trong chiến thắng 5–1 trên sân nhà trước Real Sociedad.
Alba ghi bàn thắng đầu tiên cho Blaugrana vào ngày 20 tháng 10 năm 2012, bàn mở tỷ số trong chiến thắng 5–4 trước Deportivo La Coruña, và ghi một bàn phản lưới nhà. Trong trận đấu tiếp theo, trên sân nhà trước Celtic ở vòng bảng Champions League, anh đã ghi bàn ở phút thứ 93 mang về chiến thắng 2–1.
Vào ngày 12 tháng 3 năm 2013, Alba ghi bàn thắng thứ năm trong chiến dịch, ghi bàn trong phút cuối để hoàn tất chiến thắng 4–0 trên sân nhà của Barcelona trước A.C. Milan ở vòng 16 đội Champions League sau thất bại 0–2 ở lượt đi tại San Siro, khi đội của anh trở thành đội đầu tiên trong lịch sử của giải đấu lội ngược dòng với cách biệt như vậy. Anh kết thúc mùa giải đầu tiên tại Barcelona với tư cách nhà vô địch giải đấu, khi đội bóng của Tito Vilanova giành lại danh hiệu từ tay Real Madrid.
Vào ngày 2 tháng 6 năm 2015, Alba đã đồng ý với một hợp đồng mới có thời hạn 5 năm với điều khoản mua lại mới là 150 triệu euro. Bốn ngày sau, anh xuất phát trong trận chung kết Champions League, giúp câu lạc bộ giành chiến thắng thứ năm trong giải đấu bằng cách đánh bại Juventus 3–1 tại Olympiastadion của Berlin. Anh ấy đã có 38 lần ra sân trên mọi đấu trường, với một bàn thắng, khi Barça giành được cú ăn ba.
Vào ngày 22 tháng 5 năm 2016, Alba đã giành chức vô địch Copa del Rey thứ hai trong sự nghiệp của mình, ghi bàn ở phút thứ 97 của trận chung kết trước Sevilla sau một đường chuyền từ Lionel Messi, trong chiến thắng chung cuộc 2–0 ở hiệp phụ tại Vicente Calderón ở Madrid.
Vào ngày 11 tháng 3 năm 2019, Alba đã đồng ý với một hợp đồng mới có thời hạn 5 năm với điều khoản mua đứt mới trị giá 500 triệu euro.
Alba đã bỏ lỡ 50% số trận trong mùa giải 2019–20, vắng mặt 12 trong số 24 trận, do chấn thương gân kheo và chấn thương cơ.
Alba đã có màn trình diễn tốt nhất trong mùa giải 2020–21 nơi anh ghi 5 bàn và 13 pha kiến tạo trên mọi đấu trường khi giành Copa del Rey với câu lạc bộ của anh.

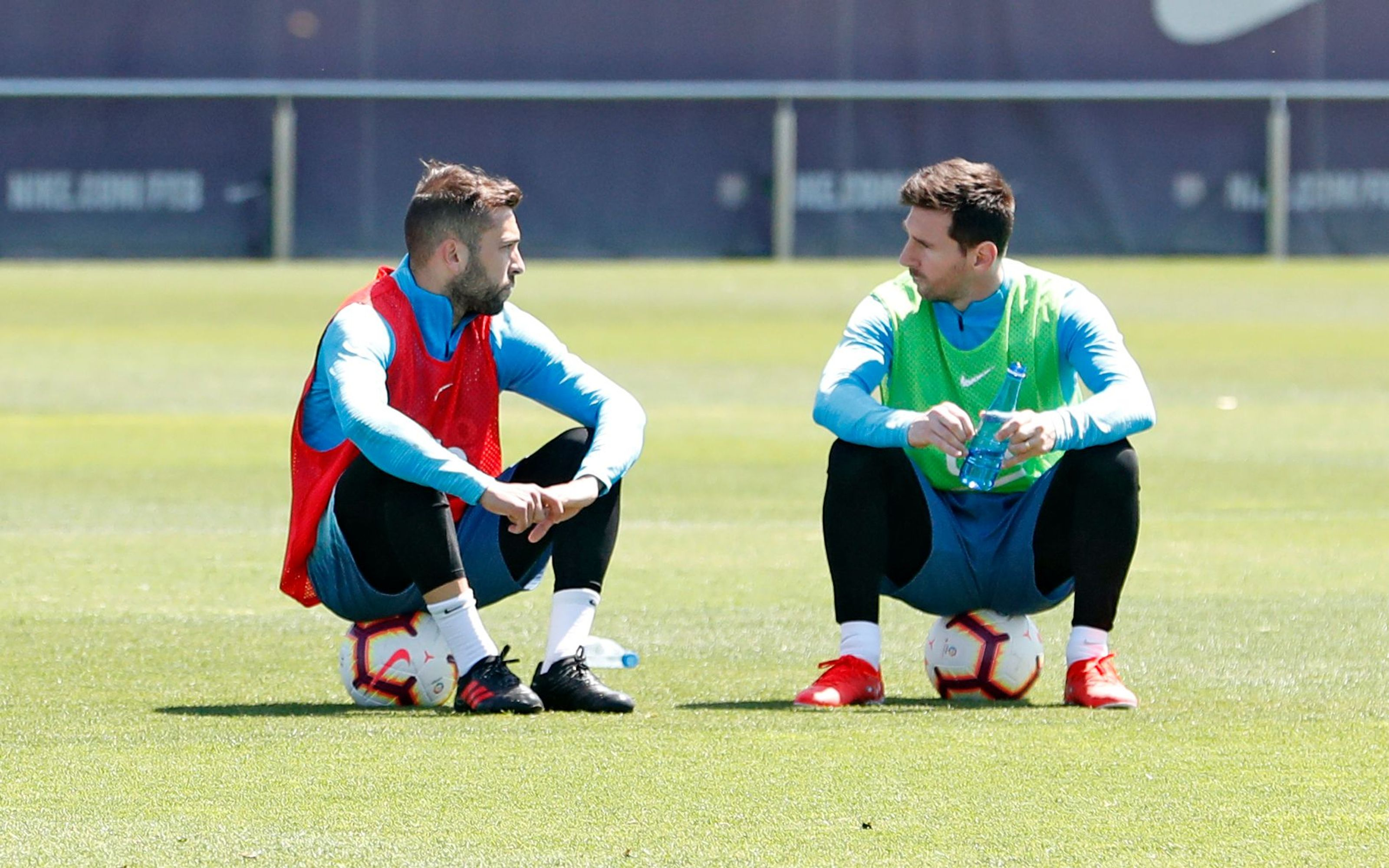
Jordi Alba với Lionel Messi tại FC Barcelona năm 2019

Vào ngày 9 tháng 8 năm 2021, Jordi Alba được công bố là đội trưởng thứ tư của Barcelona sau khi đội trưởng Lionel Messi rời câu lạc bộ trước mùa giải 2021–22.
Vào ngày 24 tháng 5 năm 2023, có thông báo rằng Alba sẽ rời Barcelona vào cuối mùa giải 2022–23, sau khi cầu thủ và câu lạc bộ đạt được thỏa thuận chấm dứt hợp đồng sớm hơn một năm so với thời hạn.

## Sự nghiệp quốc tế
Alba đã chơi cho đội tuyển U19 Tây Ban Nha tại Giải vô địch các đội tuyển U19 Châu Âu 2008.
Alba được gọi lần đầu tiên vào đội tuyển quốc gia vào ngày 30 tháng 9 năm 2011 cho hai trận cuối ở vòng loại UEFA Euro 2012, gặp Cộng hòa Séc và Scotland. Anh có trận ra mắt vào ngày 11 tháng 10 trong chiến thắng 3–1 trước Scotland. Màn ra mắt ấn tượng của anh đã khẳng định mình là một ứng cử viên kế thừa lâu dài cho hậu vệ Joan Capdevila. Ngoài ra Alba còn được gọi vào đội tuyển U23 Tây Ban Nha thi đấu tại Olympic London 2012.
Anh đã chơi tất cả các trận của đội tuyển Tây Ban Nha tại vòng chung kết Euro 2012, giải đấu mà La Roja đã lên ngôi vô địch. Alba là người tật bóng cho Xabi Alonso mở tỉ số trong chiến thắng 2–0 trước Pháp ở tứ kết. Sau đó, anh đón đường chuyền của Xavi để ghi bàn thắng thứ 2 trong chiến thắng 4–0 trước Ý ở trận chung kết.
Alba được chọn để chơi 4 trận ở Confederations Cup 2013, đồng thời ghi 2 bàn trong chiến thắng 3–0 trước Nigeria ở vòng bảng.
Anh tiếp tục được Vicente Del Bosque lựa chọn vào đội hình Tây Ban Nha tham gia FIFA World Cup 2014, tuy nhiên chỉ đá ba trận do các nhà đương kim vô địch bị loại từ vòng bảng. Anh cũng được chọn vào đội hình tham dự FIFA World Cup 2018 và UEFA Euro 2020.
Do đội trưởng tuyển Tây Ban Nha là Sergio Busquets bị nhiễm COVID-19,  Alba sẽ là đội trưởng của Tây Ban Nha cho đến khi có thông báo mới.

## Phong cách thi đấu
Jordi Alba là mẫu hậu vệ trái toàn diện, có khả năng lên công về thủ rất tốt với tốc độ, kỹ thuật cá nhân thượng hạng. Anh được biết đến với khả năng phối hợp, chọn vị trí và chạy chỗ tốt. Đồng thời, Alba cũng có khả năng kiến tạo tốt tạt bóng từ cánh, và có thể di chuyển bất ngờ vào trung lộ, tận dụng khoảng trống được đối phương tạo ra. Tuy vậy, một số chuyên gia cho rằng điểm yếu của Alba nằm ở khả năng phòng ngự, tuy vậy kỳ năng này của anh đã dần được cải thiện theo thời gian thi đấu. Tốc độ và thể lực tốt giúp Alba có thể tham gia nhiều tình huống cả tấn công và phòng ngự. Nhờ khả năng di chuyển rất nhanh từ sân nhà sang phần sân đối phương, anh có thể tràn lên tấn công và ghi bàn hoặc nhanh chóng lùi về phòng ngự, chống phản công khi đội nhà mất bóng. Anh được coi là một trong những hậu vệ cánh trái xuất sắc nhất thế giới và cũng đã nhận được những lời khen ngợi từ các cựu hậu vệ Joan Capdevila và Roberto Carlos.

## Thống kê sự nghiệp

### Câu lạc bộ
Tính đến ngày 20 tháng 5 năm 2023
| Câu lạc bộ          | Mùa giải            | Giải vô địch        | Giải vô địch | Giải vô địch | Copa del Rey | Copa del Rey | Châu Âu | Châu Âu | Khác | Khác | Tổng cộng | Tổng cộng |
| Câu lạc bộ          | Mùa giải            | Hạng đấu            | Trận         | Bàn          | Trận         | Bàn          | Trận    | Bàn     | Trận | Bàn  | Trận      | Bàn       |
| ------------------- | ------------------- | ------------------- | ------------ | ------------ | ------------ | ------------ | ------- | ------- | ---- | ---- | --------- | --------- |
| Cornellà            | 2006–07             | Primera Catalana    | 15           | 3            | —            | —            | —       | —       | —    | —    | 15        | 3         |
| Gimnàstic (mượn)    | 2008–09             | Segunda División    | 35           | 4            | 1            | 0            | —       | —       | —    | —    | 36        | 4         |
| Valencia            | 2009–10             | La Liga             | 15           | 1            | 2            | 0            | 9       | 0       | —    | —    | 26        | 1         |
| Valencia            | 2010–11             | La Liga             | 27           | 2            | 4            | 0            | 3       | 0       | —    | —    | 34        | 2         |
| Valencia            | 2011–12             | La Liga             | 32           | 2            | 8            | 0            | 10      | 1       | —    | —    | 50        | 3         |
| Valencia            | Tổng cộng           | Tổng cộng           | 74           | 5            | 14           | 0            | 22      | 1       | —    | —    | 110       | 6         |
| Barcelona           | 2012–13             | La Liga             | 29           | 2            | 4            | 1            | 9       | 2       | 2    | 0    | 44        | 5         |
| Barcelona           | 2013–14             | La Liga             | 15           | 0            | 5            | 0            | 4       | 0       | 2    | 0    | 26        | 0         |
| Barcelona           | 2014–15             | La Liga             | 27           | 1            | 6            | 1            | 11      | 0       | —    | —    | 44        | 2         |
| Barcelona           | 2015–16             | La Liga             | 31           | 0            | 3            | 1            | 9       | 0       | 2    | 0    | 45        | 1         |
| Barcelona           | 2016–17             | La Liga             | 26           | 1            | 6            | 0            | 6       | 0       | 1    | 0    | 39        | 1         |
| Barcelona           | 2017–18             | La Liga             | 33           | 2            | 5            | 1            | 8       | 0       | 2    | 0    | 48        | 3         |
| Barcelona           | 2018–19             | La Liga             | 36           | 2            | 6            | 0            | 11      | 1       | 1    | 0    | 54        | 3         |
| Barcelona           | 2019–20             | La Liga             | 27           | 2            | 3            | 0            | 5       | 0       | 1    | 0    | 36        | 2         |
| Barcelona           | 2020–21             | La Liga             | 35           | 3            | 5            | 2            | 7       | 0       | 2    | 0    | 49        | 5         |
| Barcelona           | 2021–22             | La Liga             | 30           | 2            | 2            | 0            | 11      | 1       | 1    | 0    | 44        | 3         |
| Barcelona           | 2022–23             | La Liga             | 23           | 2            | 2            | 0            | 3       | 0       | 1    | 0    | 29        | 2         |
| Barcelona           | Tổng cộng           | Tổng cộng           | 312          | 17           | 47           | 6            | 84      | 4       | 15   | 0    | 458       | 27        |
| Tổng cộng sự nghiệp | Tổng cộng sự nghiệp | Tổng cộng sự nghiệp | 436          | 29           | 62           | 6            | 106     | 5       | 15   | 0    | 619       | 40        |

1. ↑  Ra sân tại UEFA Europa League
2. 1 2 3 4 5 6 7 8 9 10  Ra sân tại UEFA Champions League
3. ↑  4 lần ra sân tại UEFA Champions League, 6 lần ra sân và 1 bàn tại UEFA Europa League
4. 1 2 3 4 5 6 7 8 9  Ra sân tại Supercopa de España
5. ↑  Ra sân tại FIFA Club World Cup
6. ↑  5 lần ra sân tại UEFA Champions League, 6 lần ra sân và 1 bàn tại UEFA Europa League
7. ↑  2 lần ra sân tại UEFA Champions League, 1 lần ra sân tại UEFA Europa League

### Đội tuyển quốc gia
Tính đến ngày 18 tháng 6 năm 2023
| Đội tuyển quốc gia | Năm       | Trận | Bàn |
| ------------------ | --------- | ---- | --- |
| Tây Ban Nha        | 2011      | 2    | 0   |
| Tây Ban Nha        | 2012      | 13   | 2   |
| Tây Ban Nha        | 2013      | 9    | 3   |
| Tây Ban Nha        | 2014      | 9    | 0   |
| Tây Ban Nha        | 2015      | 6    | 1   |
| Tây Ban Nha        | 2016      | 11   | 0   |
| Tây Ban Nha        | 2017      | 8    | 2   |
| Tây Ban Nha        | 2018      | 9    | 0   |
| Tây Ban Nha        | 2019      | 3    | 0   |
| Tây Ban Nha        | 2020      | 0    | 0   |
| Tây Ban Nha        | 2021      | 10   | 0   |
| Tây Ban Nha        | 2022      | 11   | 1   |
| Tây Ban Nha        | 2023      | 2    | 0   |
| Tổng cộng          | Tổng cộng | 93   | 9   |

Kể từ trận đấu diễn ra vào ngày 6 tháng 12 năm 2022. Tỷ số của Tây Ban Nha được liệt kê đầu tiên, cột tỷ số cho biết tỷ số sau mỗi bàn thắng của Alba.
| # | Ngày                 | Địa điểm                                          | Cap | Opponent   | Score | Result | Competition                              |
| - | -------------------- | ------------------------------------------------- | --- | ---------- | ----- | ------ | ---------------------------------------- |
| 1 | 1 tháng 7 năm 2012   | Sân vận động Olympic, Kyiv, Ukraina               | 11  | Ý          | 2–0   | 4–0    | UEFA Euro 2012                           |
| 2 | 12 tháng 10 năm 2012 | Sân vận động Dynama, Minsk, Belarus               | 13  | Belarus    | 1–0   | 4–0    | Vòng loại FIFA World Cup 2014            |
| 3 | 23 tháng 6 năm 2013  | Castelão, Fortaleza, Brasil                       | 20  | Nigeria    | 1–0   | 3–0    | FIFA Confederations Cup 2013             |
| 4 | 23 tháng 6 năm 2013  | Castelão, Fortaleza, Brasil                       | 20  | Nigeria    | 3–0   | 3–0    | FIFA Confederations Cup 2013             |
| 5 | 6 tháng 9 năm 2013   | Sân vận động Olympic, Helsinki, Phần Lan          | 24  | Phần Lan   | 1–0   | 2–0    | Vòng loại FIFA World Cup 2014            |
| 6 | 5 tháng 9 năm 2015   | Sân vận động Carlos Tartiere, Oviedo, Tây Ban Nha | 36  | Slovakia   | 1–0   | 2–0    | Vòng loại UEFA Euro 2016                 |
| 7 | 11 tháng 11 năm 2017 | La Rosaleda, Málaga, Tây Ban Nha                  | 57  | Costa Rica | 1–0   | 5–0    | Giao hữu                                 |
| 8 | 14 tháng 11 năm 2017 | Sân vận động Krestovsky, Saint Petersburg, Nga    | 58  | Nga        | 1–0   | 3–3    | Giao hữu                                 |
| 9 | 24 tháng 9 năm 2022  | La Romareda, Zaragoza, Tây Ban Nha                | 86  | Thụy Sĩ    | 1–1   | 1–2    | UEFA Nations League 2022–23 (hạng đấu A) |

## Danh hiệu

### Câu lạc bộ

#### Barcelona
- La Liga: 2012–13,[65] 2014–15,[66] 2015–16,[67] 2017–18,[68] 2018–19[69], 2022–23
- Copa del Rey: 2014–15[70], 2015–16,[71] 2016–17,[72] 2017–18,[73] 2020–21;[74] Á quân: 2013–14,[75] 2018–19[76]
- Supercopa de España: 2013,[77] 2016,[78] 2018,[79] 2022–23[80]
- UEFA Champions League: 2014–15[81]
- FIFA Club World Cup: 2015[82]

Inter Miami
- Leagues Cup: 2023

### Đội tuyển quốc gia

#### U20 Tây Ban Nha
- Mediterranean Games: 2009[83]

#### Tây Ban Nha
- UEFA Euro: 2012[84]
- FIFA Confederations Cup Á quân: 2013[85]
- UEFA Nations League: 2022–23

### Cá Nhân
- UEFA European Championship Team of the Tournament: 2012[86]
- UEFA Champions League Team of the Season: 2014–15[87]
- La Liga Team of the Season: 2014–15[88]
- ESM Team of the Year: 2017–18,[89] 2018–19[90]